# Бурцев, Владимир Львович
Влади́мир Льво́вич Бу́рцев (17 [29] ноября 1862, Форт-Александровский — 21 августа 1942, Париж) — русский публицист и издатель, заслуживший за свои разоблачения секретных сотрудников Департамента полиции («провокаторов царской охранки») прозвище «Шерлока Холмса русской революции».

## Биография
Родился в городе Форт-Александровский, где отец его был штабс-капитаном в крепостном гарнизоне. Детство провёл в семье дяди, зажиточного купца в Бирске Уфимской губернии. Учился в уфимской и казанской гимназиях (окончил в 1882 году).
Поступив на физико-математический факультет в Петербургский университет, в 1882 году был исключён за участие в студенческих беспорядках. Принятый снова в Казанский университет, Бурцев был в 1885 году арестован по народовольческим делам и после года заключения в Петропавловской крепости в 1886 году сослан в Восточную Сибирь, в село Малышевское Иркутской губернии, откуда вскоре бежал в Швейцарию.
За рубежом Бурцев принимал участие в выпуске газеты «Самоуправление», выпустил свою книгу «Белый террор при Александре III», издал книгу «Сибирь и ссылка» американского публициста и путешественника Джорджа Кеннана.
В 1889 году вместе с М. П. Драгомановым, В. К. Дебогорием-Мокриевичем и другими предпринял издание журнала «Свободная Россия», но после третьего номера выпуск журнала прекратился.
В 1890 году Бурцев привлекался в Париже по делу о бомбах, организованному Гекельманом-Ландезеном (впоследствии известным как «действительный статский советник А. М. Гартинг»).
В 1897 году за издание в Лондоне журнала «Народоволец» Бурцев был приговорён к 18 месяцам каторжной тюрьмы. По отбытии наказания Бурцев выпустил в Женеве ещё один, 4-й номер «Народовольца», за что был выслан навсегда из Швейцарии.
Начав заниматься ещё на университетской скамье историей русского революционного движения, Бурцев продолжал эти занятия и за границей. В 1897 году им был издан в Лондоне ценный по обилию данных сборник относящихся к революционному движению в России исторических материалов «За сто лет». Они печатались при финансовой поддержке партии эсеров.
В 1900 году Бурцев начал издавать исторический журнал «Былое» — всего выпустил 6 номеров.
В письме к С. Ю. Витте выразил готовность выступить против революционного террора, если правительство также откажется от террора и будет проводить последовательную политику реформ.

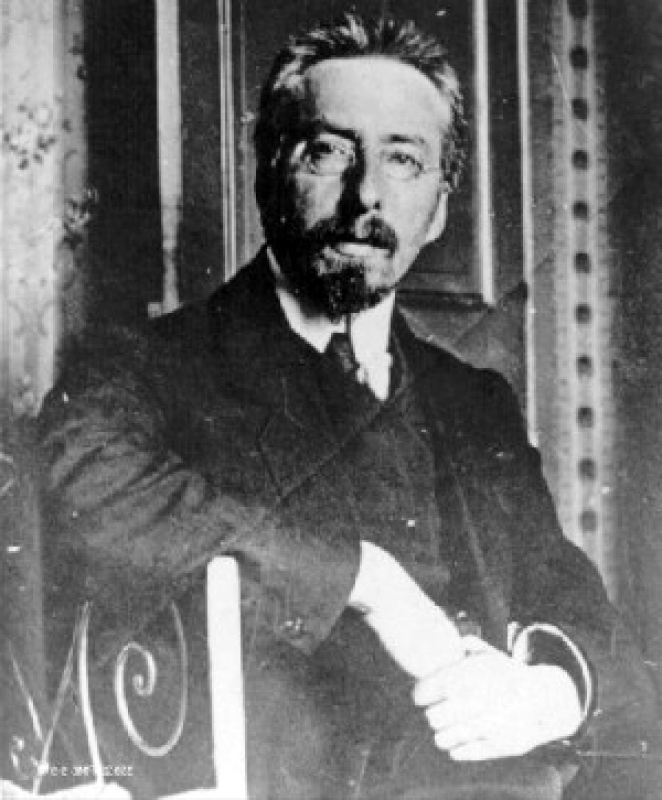
Владимир Бурцев (до 1917)

Осенью 1905 года нелегально вернулся в Россию и в январе 1906 года (вскоре после амнистии) вместе с В. Я. Богучарским и П. Е. Щёголевым основал посвящённый истории русского освободительного движения журнал «Былое», уже в Петербурге.
В 1907 году опять выехал за границу, где предпринял издание журнала «Общее дело» и возобновил своё прежнее издание «Былое» (с № 7), всего издал восемь новых сборников. Издательство «Шиповник» выпустило составленный Бурцевым «Историко-революционный альманах» — календарь памятных дат истории революционного движения в России (был уничтожен цензурой, переиздан же в 1917 году под названием «Календарь русской революции»).
Впрочем, к историческим поискам Бурцев охладел и в 1908—1909 годах приобрёл мировую известность проведённым с чрезвычайною энергией разоблачением агентов Департамента полиции Российской империи, действовавших в России и за границей, в частности, руководителя боевой организации эсеров Е. Ф. Азефа, З. Ф. Гернгросс-Жученко, А. М. Гартинга, А. Е. Серебряковой и других. Информацию о секретных сотрудниках Департамента полиции (так называемых «провокаторах») получал от бывших весьма осведомлённых сотрудников царского сыска Л. П. Меньщикова, М. Е. Бакая и некоторых других. Известно также, что непосредственно перед своим самоубийством сенатор и бывший директор Департамента полиции С. Г. Коваленский отправил В. Л. Бурцеву целый список различных революционеров, приходивших в соприкосновение с департаментом полиции. В частности разоблачение Бурцевым члена центрального комитета «Бунда» было сделано благодаря документам, полученным от сенатора Коваленского.
В 1911—1914 годах издавал в Париже газету «Будущее», однако без особого успеха.

## Первая мировая и революция

### Арест и амнистия Бурцева
С началом Первой мировой войны стал «оборонцем» (в отличие от «пораженцев» — большевиков), то есть поддержал русское правительство в войне с Германией. В августе 1914 вернулся в Россию, широко объявив об этом в печати. Был арестован на границе; по другим данным, 15 сентября 1914 года при попытке перейти границу был задержан на станции Раумо. В январе 1915 Петроградской судебной палатой за ряд довоенных публикаций в газете «Будущее» приговорён к ссылке, которую отбывал в с. Монастырское Туруханского края, затем в с. Богучанское (Богучаны).

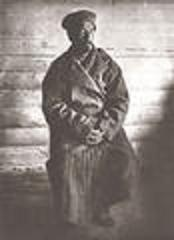
Бурцев В. Л. в арестантском халате

Из иллюстрированного журнала «Искры», воскресенье, 2 августа 1915 года 

15 сентября на станции Раумо был арестован возвращавшийся из Парижа известный эмигрант Бурцев В. Л. Всенародный подъём в России, о котором Бурцев читал во французских газетах, и сообщения о полном единении всех русских общественных и политических групп, независимо от их партийного и национального оттенков, убедили его, что в настоящее время в России нет партий, нет национальностей, есть один великий мощный русский народ.
— Я, — говорил г. Бурцев своим спутникам, — в эту великую годину не могу оставаться даже в дружественной нам стране. Мне хочется поскорее быть именно в России, в моём отечестве, которое я беззаветно горячо люблю. Теперь, когда Россия стала лицом к лицу с могущественным врагом, когда все народы, её населяющие, как один человек, откликнувшись на призыв борьбы с Германией, не может быть и речи о какой бы то ни было национальной, политической или общественной розни. Я еду в Россию, спокойный за свою судьбу.
Распоряжение об аресте г. Бурцева было сделано давно, одновременно с возбуждением против него ряда судебных дел. Это сохранившее свою силу распоряжение о разыскании и приводе в суд г. Бурцева исходило в своё время от чинов судебного ведомства. Бурцев в начале текущего года был отправлен в ссылку в Туруханский край, а к открытию Государственной Думы в июле амнистирован.

По ходатайству французского правительства амнистирован. Сначала Бурцев жил в Твери, а потом, вследствие поданного им прошения о необходимости пользоваться для своих литературных работ публичной библиотекой, ему было разрешено жить в Петрограде, куда он переехал и поселился в Балабинской гостинице на Знаменской площади.
В 1916 году Бурцев издал брошюру «О войне» (с приложением писем П. А. Кропоткина).

### Февральская революция

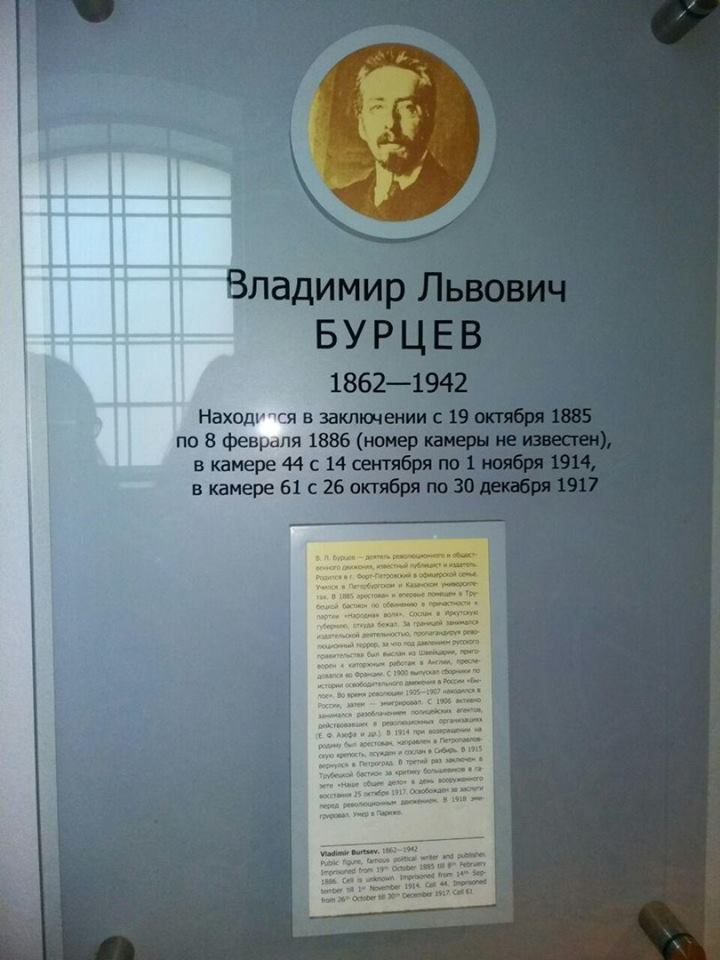
Камера Владимира Бурцева в Трубецком бастионе Петропавловской крепости

После Февральской революции Бурцев участвовал в разборке уцелевших материалов Охранного отделения и, кроме того, стал издавать журнал «Былое», субсидируемый Временным правительством.
После июльских событий Бурцев выступил с резкой критикой большевиков. В статье «Или мы, или немцы и те, кто с ними» («Рус. Воля», 1917, 7 июля) Бурцев привёл список 12 наиболее вредных, с его точки зрения, лиц (В. И. Ленин, Л. Д. Троцкий, Л. Б. Каменев, Г. Е. Зиновьев, А. М. Коллонтай, Ю. М. Стеклов, Д. Б. Рязанов, М. Ю. Козловский, А. В. Луначарский, С. Г. Рошаль, Х. Г. Раковский, М. Горький), что вызвало резко отрицательный ответ Максима Горького в газете «Новая Жизнь». Бурцев ответил статьёй «Не защищайте М. Горького!», в которой вновь обвинил писателя в покровительстве большевикам.
Бурцев также связывал большевиков с немецкой агентурой, впервые опубликовав в печати (в газете «Общее дело») список 195 эмигрантов, вернувшихся в Россию через Германию.
За публикацию секретных материалов о деле генерала Л. Г. Корнилова (так называемом «Корниловском мятеже») и недостоверной информации о намерении Керенского заключить сепаратный мир с Германией газета «Общее Дело» была запрещена Временным правительством.
1917 — напечатанный 25 октября за № 1 выпуск газеты «Наше общее дело» Бурцева оказался единственным антибольшевистским выступлением в печати, критиковавшим большевиков (был опубликован призыв: «Граждане! Спасайте Россию!»). В ночь на 26 октября Бурцев был арестован по приказу Л. Д. Троцкого в своей квартире по адресу: Литейный проспект, 25. Сидел в Крестах и Трубецком бастионе Петропавловской крепости. В тюрьме Бурцев попросил поместить его в камеру рядом с камерой С. П. Белецкого и перестукивался с ним, дабы выведать хоть что-нибудь.

## В эмиграции
18 февраля 1918 года был освобождён по распоряжению наркома юстиции левого эсера И. З. Штейнберга. Эмигрировал сначала в Финляндию, затем во Францию, где возобновил в Париже издание газеты «Общее дело» (1918—1922, 1928—1931, 1933—1934), в числе авторов — Л. Н. Андреев, И. А. Бунин, А. Н. Толстой. Издал открытое письмо: «Проклятье вам, большевики», которое переиздавалось многократно за границей и в России.
В 1919—1920 встречался в Крыму и на Северном Кавказе с А. И. Деникиным и П. Н. Врангелем, позднее состоял с ними в переписке. Последний раз был в Крыму 10 ноября 1920 года на съезде для создания союза городов Крыма в Симферополе, был вызван Врангелем в Севастополь, а уже через несколько дней началась Крымская эвакуация.
В 1920 году дал показания следователю Н. А. Соколову по делу об убийстве царя и его семьи. Он в частности показал: «Совершенно определённо заявляю Вам, что самый переворот 25 октября 1917 года, свергнувший власть Временного правительства и установивший власть Советов, был совершен немцами через их агентов, на их деньги и по их указаниям. Собственная позиция немцев в этом вопросе совершенно ясна. Не боясь сами развития у себя „русского большевизма“ благодаря их высокому общему культурному уровню, немцы прибегли в 1917 году к этому средству, как к способу развала России, выводя её из рядов борющихся с ними врагов. Такова была в тот момент их ближайшая задача. Существовали, конечно, у них при этом и другие цели, но уже более отдаленные: прежде всего, захват территории России, богатой материальными и природными ресурсами, для возможности продолжения борьбы с Западом».
В 1921 — один из организаторов и член президиума Русского национального комитета (антисоветской направленности), соредактор журнала «Борьба за Россию» (1926—1931).

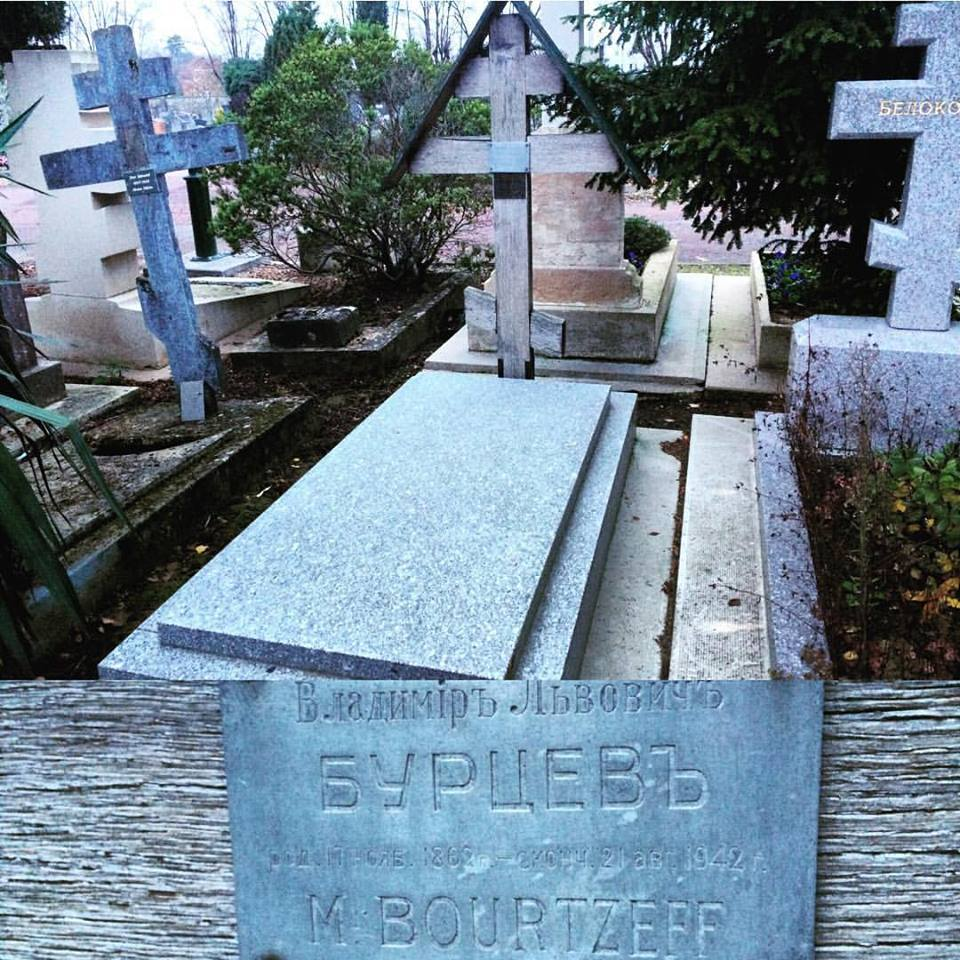
Могила Владимира Бурцева на Кладбище Сент-Женевьев-де-Буа

В 1921 рекомендательные письма от издателя А. М. Уманского к Бурцеву помогли чекисту Н. Н. Алексееву, отправленному в Европу ИНО ГПУ, легализоваться в Париже.
В 1933 попытался возобновить выпуск журнала «Былое», но из-за недостатка средств не смог этого сделать.
В 1930-е годы Бурцев печатал антифашистские статьи и боролся с антисемитизмом. В частности, выступил на Бернском процессе в 1934—1935 о подложности «Протоколов сионских мудрецов». Свою книгу о «Протоколах» Бурцев выпустил в 1938 году. В 1939 году опубликовал книгу «Большевицкие гангстеры в Париже: похищение генерала Миллера и генерала Кутепова».
Бурцевские исследования творчества А. С. Пушкина носят любительский характер.
После оккупации гитлеровцами Парижа Бурцева вызывали в гестапо. Из воспоминаний дочери А. И. Куприна периода германской оккупации Парижа: «… Бурцев … продолжал неутомимо ходить по опустевшему, запуганному городу, волновался, спорил и доказывал, что Россия победит…»
В последние годы жизни сильно нуждался и умер в больнице от заражения крови. Похоронен на русском кладбище Сент-Женевьев-де-Буа под Парижем.

## Память о Бурцеве
Жизни Бурцева и разоблачению «Протоколов сионских мудрецов» посвящён объёмный роман Юрия Давыдова «Бестселлер», опубликованный в 1999 году.

## Сочинения
- Проклятие вам, большевики! Открытое письмо большевикам. — Стокгольм, 1918. — 12 с.
- В борьбе с большевиками и немцами. — Париж, 1919: Вып. 1. Статьи из газеты «Общее дело» (1917). 80 с; Вып. 2. Статьи из газет «Будущее» и «Общее дело» (1917). — 30 с.
- Борьба за свободную Россию: Из воспоминаний (1882—1924). Т. I. — Берлин: Гамаюн, 1924. — 381 с.
- [ldn-knigi.lib.ru/R/Burz_Jubl.zip Юбилей предателей и убийц (1917—1927).] — Париж, 1927. — 39 с.
- В защиту правды. Перестанут ли клеветать? Дело генерала П. П. Дьяконова. Дело полковника А. Н. Попова и полковника И. А. де Роберти. Заговор молчания. — Париж: Общее дело, 1931. — 32 с.
- Боритесь с ГПУ! — Париж: Общее дело, 1932. — 47 с.
- Браудо, Александр Исаевич (1846—1924): Очерки и воспоминания. — Париж: Кружок русско-еврейской интеллигенции в Париже, 1937. — 151 с. — (один из авторов).
- «Протоколы Сионских мудрецов» — доказанный подлог. Архивная копия от 30 июня 2016 на Wayback Machine — Париж, 1938 (Переиздано в сборнике — М.: Слово, 1991).
- Преступления и наказание большевиков. По поводу 20-летнего юбилея предателей и убийц. — Париж: Дом книги, 1938. — 80 с.
- Как Пушкин хотел издать «Евгения Онегина» и как издал. — Париж, 1934.
- Восьмая, девятая и десятая главы романа «Евгений Онегин». — Париж, 1937.
- Бурцев В.Л. В погоне за провокаторами. — М.: Современник, 1990. — 271 с. — ISBN 5-88550-036-3.
- Историко-революционный альманах издательства «Шиповник»
- Долой царя Лондон [1901] .- 56, 56 с
- Правда ли, что террор делают, но о терроре не говорят? : (Из 2 № «Народовольца», [1897])
- К вопросу — что делать? : (Из 1 № «Народовольца»)
- Процесс 16 террористов (1880 г.)
- Бурцев за сто лет
- Последние дни Крыма. Впечатления, факты и документы
- Царь и внешняя политика: виновники русско-японской войны
- B помощь изучающим курс «История культуры Башкортостана»
- Изучайте Пушкина
- Большевицкие гангстеры в Париже: похищение генерала Миллера и генерала Кутепова. — Париж, 1939. — 103 с.
- О войне
- Убийство политических ссыльных в Якутске 22 марта
- Александр Дмитріевич Михайлов
- Календарь русской революции